# Hamad Al-Majed

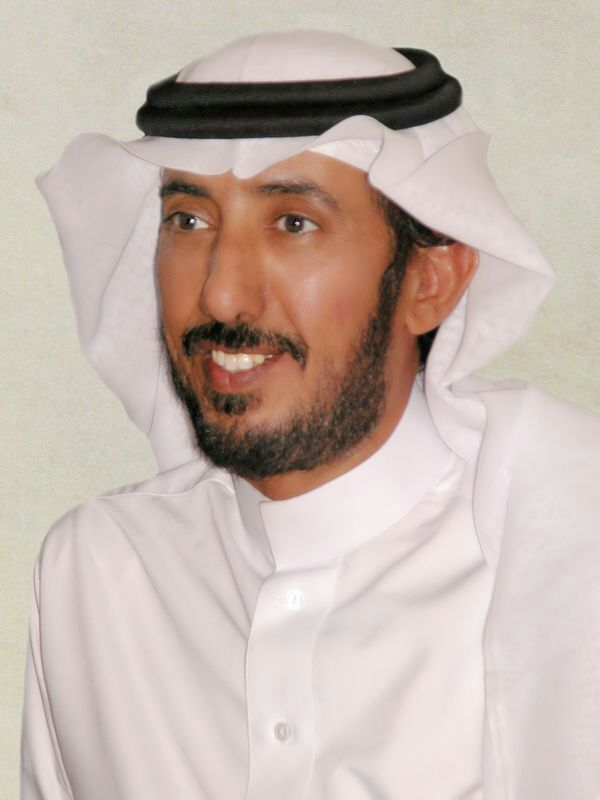
Hamad Al-Majed

Hamad A. Al-Majed (arabisch حمد بن عبد الله الماجد) ist ein zunächst in Saudi-Arabien, später in den Vereinigten Staaten und England ausgebildeter sunnitischer islamischer Theologe, Erziehungswissenschaftler und Redakteur.

## Leben
Er wirkte lange Zeit an der London Central Mosque und dem Islamischen Zentrum im Regent’s Park in London. Er ist ein Vertreter des  Islams im neunköpfigen Direktorium des König-Abdullah-Zentrum für interreligiösen und interkulturellen Dialog (KAICIID) in Wien.
Er machte seinen B.A.-Abschluss in Islamic Studies an der Islamischen Universität Imam Muhammad ibn Saud in Riad und seinen M.Ed.-Abschluss an der California State University, Fresno. Später arbeitete er an seiner Dissertation (1996) an der University of Hull im Vereinigten Königreich. Er ist Mitglied der Fakultät für Erziehung der Islamischen Universität Imam Muhammad ibn Saud.
Er war Vorsitzender des Kuratoriums des British Muslim Heritage Centre, Chefredakteur der in London erscheinenden Zeitschrift Islamic Quarterly (1996–2001), Generaldirektor des Islamischen Kulturzentrums im Regent’s Park in London (1996–2001), außerdem ist er Gründungsmitglied der Nationalen Gesellschaft für Menschenrechte im Königreich Saudi-Arabien.
Zu weiteren von ihm ausgeübten Ämtern zählen der Vorsitz bei den Islamic Schools in Manchester und des Islamic Cultural Centre in Exeter.

## Zitat
„Islam does not allow anyone to commit this kind of naked aggression against the weaker minority community, irrespective of what their religious faiths are.“

## Schriften
- An analysis of grammatical and associated errors found in the writing of third grade Saudi male students in four high schools in the city of Riyadh. Dissertation University of Hull 1996 (Online)